# NGC 4885
NGC 4885 este o galaxie spirală situată în constelația Fecioara. A fost descoperită în 19 februarie 1830 de către John Herschel.